# Напичхово
Напичхово (груз. ნაფიჩხოვო) — село в Грузии, на территории Чхороцкуского муниципалитета края (мхаре) Самегрело-Верхняя Сванетия.

## География
Село находится в западной части Грузии, на правом берегу реки Очхомури, на расстоянии приблизительно 8 километров (по прямой) к северо-востоку от города Чхороцку, административного центра муниципалитета. Абсолютная высота — 247 метров над уровнем моря.

## Население
По результатам официальной переписи населения 2014 года в Напичхово проживало 628 человек (322 мужчины и 306 женщин). В национальной структуре населения грузины составляли 99,8 %, украинцы — 0,4 %.
| Год  | Население, человек |
| ---- | ------------------ |
| 2002 | 759                |
| 2014 | ↘ 628              |